# ملكة إيطاليا
تحتوى هذه القائمة على ملكات شبه الجزيرة الإيطالية القرينات منذ انهيار الإمبراطورية الرومانية الغربية مع بداية عصور الوسطى حتى حل الملكية مع منتصف القرن الفائت.
إذا كنت تريد أزواجهن الملوك، أنظر:ملوك إيطاليا.

## ملكة إيطاليا القرينة، تحت حكمأودواكر
- غير معروف

## ملكات القوط الشرقية في إيطاليا
| الاسم                              | الوالد                                                  | الميلاد | الزواج | أصبحت ملكة | توقفت عن استخدام        | الوفاة  | الزوج           |
| ---------------------------------- | ------------------------------------------------------- | ------- | ------ | ---------- | ----------------------- | ------- | --------------- |
| أودوفليدا                          | شيلديريك الأول ملك الفرنجة الساليون (سلالة الميروفنجية) | 470     | 493    | 493        | 30 أغسطس 526 وفاة الزوج | ؟       | ثيودوريك العظيم |
| ماثيسونثا                          | يوثاريك من القوط الغربية (خط أريل)                      | 517     | 536    | 536        | 540 وفاة الزوج          | بعد 550 | فيتيجي          |
| بيرثاورا من ريمس                   | ثيوديبيرت الأول ملك ريمس (سلالة الميروفنجية)            | 536 ؟   | 549    | 549        | 1 يوليو 552 وفاة الزوج  | ؟       | توتيلا          |
| لم يذكر ملكات القوط بعد هذه المرة. |                                                         |         |        |            |                         |         |                 |
| الاسم                              | الوالد                                                  | الميلاد | الزواج | أصبحت ملكة | توقفت عن استخدام        | الوفاة  | الزوج           |

## ملكات إيطاليا اللومبارديات
| الصورة                                 | الاسم                 | الوالد                                   | الميلاد | الزواج                        | أصبحت ملكة                              | توقفت عن استخدام            | الوفاة        | الزوج           |
| -------------------------------------- | --------------------- | ---------------------------------------- | ------- | ----------------------------- | --------------------------------------- | --------------------------- | ------------- | --------------- |
|                                        | كلوسايند              | كلوتير الأول (سلالة الميروفنجية)         | ؟       | ؟                             | ؟                                       | ؟                           | ؟             | ألبوينو         |
|                                        | روزاموند              | كونيموند ملك الغبيديين                   | ؟       | 567                           | 567                                     | 28 يونيو 572/573 وفاة الزوج | ؟             | ألبوينو         |
|                                        | ثيوديليندا من بافاريا | غاريبالد الأول من بافاريا (الأغيلولفيين) | ؟       | 15 مايو 589                   | 15 مايو 589                             | 5 سبتمبر 590 وفاة الزوج     | 22 يناير 627  | أوتاري          |
| مايو 591                               | مايو 591              | غاريبالد الأول من بافاريا (الأغيلولفيين) | ؟       | 616 وفاة الزوج                | أغيلولفو                                |                             | 22 يناير 627  |                 |
|                                        | غوندبيرا من لومبارديا | أوتاري                                   | 591     | ؟                             | 626 صعود الزوج، الذي كان مسجون في الدير | 636 وفاة الزوج              | ؟             | أريوالدو        |
| بعد 636                                | بعد 636               | أوتاري                                   | 591     | 652 وفاة الزوج                | روتاري                                  |                             | ؟             |                 |
|                                        | تيودوتا من لومبارديا  | أريبرت الأول                             | ؟       | بعد 662                       | بعد 662                                 | ؟                           | ؟             | غريموالدو الأول |
| لم يذكر أسماء ملكات لومبارديا حتى 739. |                       |                                          |         |                               |                                         |                             |               |                 |
|                                        | غونترود               | ؟                                        | ؟       | ؟                             | 712 صعود الزوج                          | 744 تنازل الزوج             | ؟             | ليوتبراندو      |
|                                        | تاسيا                 | ؟                                        | ؟       | ؟                             | 744 صعود الزوج                          | 749 تنازل الزوج             | ؟             | راتيس           |
|                                        | أنسيا                 | فيريسيمو                                 | ؟       | ؟                             | 744 صعود الزوج                          | 5 يونيو 774 تنازل الزوج     | ؟             | ديسيديريو       |
|                                        | هيلدغارد من فينزغاو   | جيرولد من فينزغاو                        | 758     | 771                           | 774 صعود زوجها كـ ملك لومبارديا         | 30 أبريل 783                | 30 أبريل 783  | كارلو الأول     |
|                                        | فاسترادا من الفرنجة   | راؤول الثالث دي فرنكونيا                 | 765     | 784 كـ ملكة لومبارديا القرينة | 784 كـ ملكة لومبارديا القرينة           | 10 أكتوبر 794               | 10 أكتوبر 794 | كارلو الأول     |
|                                        | لويتغارد من سوندغاو   | لويتفريد الثاني، كونت سوندغاو            | 776     | 794 كـ ملكة لومبارديا القرينة | 794 كـ ملكة لومبارديا القرينة           | 4 يونيو 800                 | 4 يونيو 800   | كارلو الأول     |
| الصورة                                 | الاسم                 | الوالد                                   | الميلاد | الزواج                        | أصبحت ملكة                              | توقفت عن استخدام            | الوفاة        | الزوج           |

## ملكات إيطاليا القرينات

### سلالة الكارولنجية، (774–887)
| الصورة | الاسم               | الوالد                              | الميلاد | الزواج                                                     | أصبحت ملكة                                                 | توقفت عن استخدام        | الوفاة                   | الزوج           |
| ------ | ------------------- | ----------------------------------- | ------- | ---------------------------------------------------------- | ---------------------------------------------------------- | ----------------------- | ------------------------ | --------------- |
|        | هيلدغارد من فينزغاو | جيرولد من فينزغاو                   | 758     | 771                                                        | 774 صعود زوجها كـ ملك لومبارديا                            | 30 أبريل 783            | 30 أبريل 783             | كارلو الأول     |
|        | فاسترادا من الفرنجة | راؤول الثالث دي فرنكونيا            | 765     | 784 كـ ملكة لومبارديا القرينة                              | 784 كـ ملكة لومبارديا القرينة                              | 10 أكتوبر 794           | 10 أكتوبر 794            | كارلو الأول     |
|        | لويتغارد من سوندغاو | لويتفريد الثاني، كونت سوندغاو       | 776     | 794 كـ ملكة لومبارديا القرينة                              | 794 كـ ملكة لومبارديا القرينة                              | 4 يونيو 800             | 4 يونيو 800              | كارلو الأول     |
|        | بيرتا من غيلون      | ويليام من غيلون، كونت تولوز         | ؟       | 795؟                                                       | 781 كـ ملكة إيطاليا القرينة                                | 8 يوليو 810 وفاة الزوج  | ؟                        | بيبينو          |
|        | كونيغوندا من لاون   | ؟                                   | ؟       | 813                                                        | 813                                                        | 17 أبريل 818 وفاة الزوج | ؟                        | بيرناردو الأول  |
|        | ارمينغارد من تور    | هيو من تور (إتيكونيون)              | 804     | 15 أكتوبر 821 كـ ملكة الوحيدة 15 يونيو 844 كـ ملكة الكبيرة | 15 أكتوبر 821 كـ ملكة الوحيدة 15 يونيو 844 كـ ملكة الكبيرة | 20 مارس 851             | 20 مارس 851              | لوتاريو الأول   |
|        | إنغيلبرغا من بارما  | أديلشيس الأول، كونت بارما (سوبونيد) | 830     | 5 أكتوبر 851                                               | 5 أكتوبر 851                                               | 12 أغسطس 875 وفاة الزوج | 896/901                  | لودوفيكو الثاني |
|        | ريتشيلد من بروفانس  | بيفين، كونت أردين (بوسونيد)         | 845     | 870                                                        | 12 أغسطس 875 صعود الزوج                                    | 6 أكتوبر 877 وفاة الزوج | 2 يونيو 910              | كارلو الثاني    |
|        | ريتشارديس من شوابيا | إرشنغار، كونت نوردغاو (ألولفينغ)    | 840     | 1 أغسطس 862                                                | 879 صعود الزوج                                             | 887 وفاة الزوج          | 18 سبتمبر، بين 894 و 896 | كارلو الثالث    |
| الصورة | الاسم               | الوالد                              | الميلاد | الزواج                                                     | أصبحت ملكة                                                 | توقفت عن استخدام        | الوفاة                   | الزوج           |

بعد 887، إيطاليا سقطت في حالة عدم الاستقرار، بحيث ادعى الحكام الملكية في وقت واحد:

### سلالة أونروشينغ، (887–924)
| الاسم              | الوالد                           | الميلاد | الزواج     | أصبحت ملكة               | توقفت عن استخدام       | الوفاة       | الزوج           |
| ------------------ | -------------------------------- | ------- | ---------- | ------------------------ | ---------------------- | ------------ | --------------- |
| بيرتيلا من سبوليتو | سوبو الثاني من سبوليتو (سوبونيد) | 860     | 880        | 26 ديسمبر 887 صعود الزوج | ديسمبر 915             | ديسمبر 915   | بيرنغاريو الأول |
| آنا من بروفنس      | لودوفيكو الأعمى (بوسونيد)        | -       | ديسمبر 915 | ديسمبر 915               | 7 أبريل 924 وفاة الزوج | بعد مايو 930 | بيرنغاريو الأول |
| الاسم              | الوالد                           | الميلاد | الزواج     | أصبحت ملكة               | توقفت عن استخدام       | الوفاة       | الزوج           |

### سلالة ويندونيد، (889–896)
| الاسم                | الوالد                | الميلاد | الزواج        | أصبحت ملكة      | توقفت عن استخدام         | الوفاة       | الزوج |
| -------------------- | --------------------- | ------- | ------------- | --------------- | ------------------------ | ------------ | ----- |
| أغلترود من بينيفينتو | أدلكيس، أمير بينيفنتو | ؟       | أوائل عقد 880 | 889 تتويج الزوج | 12 ديسمبر 894 وفاة الزوج | 27 أغسطس 923 | غيدو  |
| الاسم                | الوالد                | الميلاد | الزواج        | أصبحت ملكة      | توقفت عن استخدام         | الوفاة       | الزوج |

### السلالة الكارولنجية، (896–899)
| الاسم            | الوالد                               | الميلاد | الزواج        | أصبحت ملكة               | توقفت عن استخدام        | الوفاة            | الزوج  |
| ---------------- | ------------------------------------ | ------- | ------------- | ------------------------ | ----------------------- | ----------------- | ------ |
| أوتا من نيوستريا | برينغار الأول من نيوستريا (كونرادين) | 874     | قبل نهاية 888 | 22 فبراير 896 صعود الزوج | 8 ديسمبر 899 وفاة الزوج | بعد 30 نوفمبر 903 | أرنولف |
| الاسم            | الوالد                               | الميلاد | الزواج        | أصبحت ملكة               | توقفت عن استخدام        | الوفاة            | الزوج  |

### سلالة بوسونيد، (900–905)
| الاسم              | الوالد                                          | الميلاد | الزواج    | أصبحت ملكة               | توقفت عن استخدام                    | الوفاة | الزوج           |
| ------------------ | ----------------------------------------------- | ------- | --------- | ------------------------ | ----------------------------------- | ------ | --------------- |
| آنا من القسطنطينية | ليو السادس الحكيم إمبراطور البيزنطي (المقدونية) | 885     | حوالي 900 | 12 أكتوبر 900 صعود الزوج | 21 يوليو 905 تنازل الزوج عن الألقاب | 912    | لودوفيكو الأعمى |
| الاسم              | الوالد                                          | الميلاد | الزواج    | أصبحت ملكة               | توقفت عن استخدام                    | الوفاة | الزوج           |

### أسرة فلف الأكبر، (922–926)
| الصورة | الاسم           | الوالد                                | الميلاد | الزواج | أصبحت ملكة     | توقفت عن استخدام                         | الوفاة          | الزوج  |
| ------ | --------------- | ------------------------------------- | ------- | ------ | -------------- | ---------------------------------------- | --------------- | ------ |
|        | بيرتا من شوابيا | بورشار الثاني، دوق شوابيا (هونفريدين) | 907     | 922    | 922 صعود الزوج | 926 خلع الزوج 933 تنازل الزوج عن الألقاب | بعد 2 يناير 966 | رودولف |
| الصورة | الاسم           | الوالد                                | الميلاد | الزواج | أصبحت ملكة     | توقفت عن استخدام                         | الوفاة          | الزوج  |

### سلالة بوسونيد، (926–950)
| الصورة | الاسم                       | الوالد                                         | الميلاد | الزواج        | أصبحت ملكة               | توقفت عن استخدام                | الوفاة          | الزوج          |
| ------ | --------------------------- | ---------------------------------------------- | ------- | ------------- | ------------------------ | ------------------------------- | --------------- | -------------- |
|        | ألدا (أو هيلدا)             | ألماني                                         | ؟       | بعد 924       | بعد 924                  | قبل 932 إلغاء الزواج            | .               | أوغو           |
|        | ماروزيا                     | ثيوفلاكت الأول، كونت توسكولم (توسكولاني)       | 890     | 932           | 932                      | ديسمبر 932 933 هرب الزوج وسجنها | 932/937         | أوغو           |
|        | بيرثا من شوابيا             | بوشار الثاني، دوق شوابيا (هونفريدين)           | 907     | 12 ديسمبر 937 | 12 ديسمبر 937            | 10 أبريل 948 وفاة الزوج         | بعد 2 يناير 966 | أوغو           |
|        | أديلايد من بورغندي وإيطاليا | رودولف الثاني من بورغندي وإيطاليا (فلف الأكبر) | 931     | 12 ديسمبر 947 | 10 أبريل 948 تتويج الزوج | 22 نوفمبر 950 وفاة الزوج        | 16 ديسمبر 999   | لوتاريو الثاني |
| الصورة | الاسم                       | الوالد                                         | الميلاد | الزواج        | أصبحت ملكة               | توقفت عن استخدام                | الوفاة          | الزوج          |

### سلالة أنسكارد، (950–963)
| الاسم             | الوالد                          | الميلاد | الزواج  | أصبحت ملكة                | توقفت عن استخدام | الوفاة            | الزوج            |
| ----------------- | ------------------------------- | ------- | ------- | ------------------------- | ---------------- | ----------------- | ---------------- |
| ويللا من توسكانا  | بوسو، مارغريف توسكانا (بوسونيد) | 910     | 930/931 | 15 ديسمبر 950 تتويج الزوج | 953 حبس الزوج    | 963/بعد 966       | بيرنغاريو الثاني |
| غيربيرغا من ماكون | لامبرت الأول، كونت شالون        | 945     | 960/62  | 960/62                    | 963 خلع الزوج    | 11 ديسمبر 986/991 | أدالبرت          |
| الاسم             | الوالد                          | الميلاد | الزواج  | أصبحت ملكة                | توقفت عن استخدام | الوفاة            | الزوج            |

### سلالة أوتونية، (951–1002)
في 951 أوتو الأول ملك ألمانيا توج كـ «ملك اللومبارد». في 952, أصبح بيرنغاريو وأبنه أدالبرت ملوك إقطاعيين تابعين له، حتى خلعهم من قبله في 962.
| الصورة | الاسم                       | الوالد                                          | الميلاد | الزواج       | أصبحت ملكة   | توقفت عن استخدام        | الوفاة        | الزوج       |
| ------ | --------------------------- | ----------------------------------------------- | ------- | ------------ | ------------ | ----------------------- | ------------- | ----------- |
|        | أديلايد من إيطاليا وبورغندي | رودولف الثاني ملك بورغندي وإيطاليا (فلف الأكبر) | 931     | 951          | 951          | 7 مايو 973 وفاة الزوج   | 16 ديسمبر 999 | أوتو الأول  |
|        | ثيوفانو من القسطنطينية      |                                                 | 960     | 14 أبريل 972 | 14 أبريل 972 | 7 ديسمبر 983 وفاة الزوج | 15 يونيو 991  | أوتو الثاني |
| الصورة | الاسم                       | الوالد                                          | الميلاد | الزواج       | أصبحت ملكة   | توقفت عن استخدام        | الوفاة        | الزوج       |

### سلالة أنسكارد، (1002–1014)
| الاسم | الوالد                             | الميلاد | الزواج   | أصبحت ملكة         | توقفت عن استخدام               | الوفاة | الزوج  |
| ----- | ---------------------------------- | ------- | -------- | ------------------ | ------------------------------ | ------ | ------ |
| بيرتا | ربما أوتبرت الثاني، مارغريف ميلانو | ؟       | قبل 1000 | ح. 1002 صعود الزوج | ح. 1014 الزوج تخلى عن المطالبة | ؟      | أردوين |
| الاسم | الوالد                             | الميلاد | الزواج   | أصبحت ملكة         | توقفت عن استخدام               | الوفاة | الزوج  |

بعد انقطاع قصير من قبل أردوين من إيفريا وبعد استعادة إمبراطور الروماني المقدس وأصبح حامل اللقب وحيد لـ ملك إيطاليا، اللقب أصبح جزء من الألقاب الإمبراطورية الرومانية المقدسة.

### سلالة أوتونية، (1004–1024)
| الصورة | الاسم                  | الوالد                              | الميلاد | الزواج | أصبحت ملكة               | توقفت عن استخدام         | الوفاة      | الزوج         |
| ------ | ---------------------- | ----------------------------------- | ------- | ------ | ------------------------ | ------------------------ | ----------- | ------------- |
|        | كونيغوندا من لوكسمبورغ | سيغفريد، كونت لوكسمبورغ (لوكسمبورغ) | 975     | 1000   | 14 مايو 1004 تتويج الزوج | 13 يوليو 1024 وفاة الزوج | 3 مارس 1033 | إنريكو الثاني |
| الصورة | الاسم                  | الوالد                              | الميلاد | الزواج | أصبحت ملكة               | توقفت عن استخدام         | الوفاة      | الزوج         |

### أسرة ساليان، (1026–1125)
| الصورة | الاسم                  | الوالد                                   | الميلاد        | الزواج         | أصبحت ملكة                               | توقف عن استخدام اللقب    | الوفاة         | الزوج                                    |
| ------ | ---------------------- | ---------------------------------------- | -------------- | -------------- | ---------------------------------------- | ------------------------ | -------------- | ---------------------------------------- |
|        | جيزيلا من شوابيا       | هيرمان الثاني، دوق شوابيا (كونرادين)     | 11 نوفمبر 995  | 1016           | 1026 تتويج زوجها كـ ملك إيطاليا          | 4 يونيو 1039 وفاة الزوج  | 14 فبراير 1043 | كونراد الثاني، إمبراطور الروماني المقدس  |
|        | أغنيس من بواتو         | ويليام الخامس، دوق آكيتاين (بواتييه)     | 1025           | 21 نوفمبر 1043 | 21 نوفمبر 1043                           | 5 أكتوبر 1056 وفاة الزوج | 14 ديسمبر 1077 | هاينريش الثالث، إمبراطور الروماني المقدس |
|        | بيرتا من سافوي         | أوتو، كونت سافوي (سافوي)                 | 21 سبتمبر 1051 | 13 يوليو 1066  | 25 يونيو 1080 تتويج زوجها كـ ملك إيطاليا | 27 ديسمبر 1087           | 27 ديسمبر 1087 | هاينريش الرابع، إمبراطور الروماني المقدس |
|        | يوبركسيا من كييف       | فسيفولود الأول، أمير كييف المعظم (روريك) | 1071           | 14 أغسطس 1089  | 14 أغسطس 1089                            | 1093 تتويج الربيب        | 20 يوليو 1109  | هاينريش الرابع، إمبراطور الروماني المقدس |
|        | كونستانزا ملكة الرومان | روجر الأول كونت صقلية (هوتفيل)           | 1077–1087      | 1095           | 1095                                     | 1098 تنازل الزوج         | 1138           | كونراد، ملك إيطاليا                      |
|        | ماتيلدا من إنجلترا     | هنري الأول ملك إنجلترا (نورماندي)        | 7 فبراير 1101  | 7 يناير 1114   | 7 يناير 1114                             | 23 مايو 1125 وفاة الزوج  | 10 سبتمبر 1167 | هاينريش الخامس، إمبراطور الروماني المقدس |
| الصورة | الاسم                  | الوالد                                   | الميلاد        | الزواج         | أصبحت ملكة                               | توقف عن استخدام اللقب    | الوفاة         | الزوج                                    |

### أسرة سوبلينبرغ، (1128–1137)
| الصورة | الاسم              | الوالد                         | الميلاد    | الزواج  | أصبحت ملكة                      | توقف عن استخدام اللقب    | الوفاة        | الزوج        |
| ------ | ------------------ | ------------------------------ | ---------- | ------- | ------------------------------- | ------------------------ | ------------- | ------------ |
|        | ريشنزا من نورتهايم | هاينريش البدين، مارغريف فريسيا | ح. 1087/89 | ح. 1100 | 1128 تتويج زوجها كـ ملك إيطاليا | 4 ديسمبر 1137 وفاة الزوج | 10 يونيو 1141 | لوثير الثالث |
| الصورة | الاسم              | الوالد                         | الميلاد    | الزواج  | أصبحت ملكة                      | توقف عن استخدام اللقب    | الوفاة        | الزوج        |

### أسرة هوهنشتاوفن، (1154–1197)
| الصورة | الاسم                           | الوالد                         | الميلاد | الزواج        | أصبحت ملكة                            | توقف عن استخدام اللقب     | الوفاة         | الزوج                |
| ------ | ------------------------------- | ------------------------------ | ------- | ------------- | ------------------------------------- | ------------------------- | -------------- | -------------------- |
|        | بياتريس الأولى، كونتيسة بورغندي | رينو الثالث، كونت بورغندي      | 1143    | 9 يونيو 1156  | 9 يونيو 1156                          | 15 نوفمبر 1184            | 15 نوفمبر 1184 | فريدرش الأول بربروسا |
|        | كونستانس ملكة صقلية             | روجر الثاني ملك صقلية (هوتفيل) | 1154    | 27 يناير 1186 | 14 أبريل 1191 تتويج زوجها كـ إمبراطور | 28 سبتمبر 1197 وفاة الزوج | 27 نوفمبر 1198 | هاينريش السادس       |
| الصورة | الاسم                           | الوالد                         | الميلاد | الزواج        | أصبحت ملكة                            | توقف عن استخدام اللقب     | الوفاة         | الزوج                |

### أسرة فلف، (1208–1215)
| الصورة | الاسم                 | الوالد                          | الميلاد          | الزواج           | أصبحت ملكة       | توقف عن استخدام اللقب    | الوفاة                | الزوج                                |
| ------ | --------------------- | ------------------------------- | ---------------- | ---------------- | ---------------- | ------------------------ | --------------------- | ------------------------------------ |
|        | بياتريس من هوهنشتاوفن | فيليب، ملك ألمانيا (هوهنشتاوفن) | 1198 أبريل/يونيو | 23 يوليو 1212    | 23 يوليو 1212    | 11 أغسطس 1212            | 11 أغسطس 1212         | أوتو الرابع إمبراطور الروماني المقدس |
|        | ماري من برابانت       | هنري الأول، دوق برابانت         | ح. 1190          | بعد 19 مايو 1214 | بعد 19 مايو 1214 | 5 يوليو 1215 تنازل الزوج | 9 مارس/ 14 يونيو 1260 | أوتو الرابع إمبراطور الروماني المقدس |
| الصورة | الاسم                 | الوالد                          | الميلاد          | الزواج           | أصبحت ملكة       | توقف عن استخدام اللقب    | الوفاة                | الزوج                                |

### أسرة هوهنشتاوفن، (1212–1250)
| الصورة | الاسم                            | الوالد                                                                                    | الميلاد | الزواج                            | أصبحت ملكة                                                                      | توقف عن استخدام اللقب             | الوفاة        | الزوج                                 |
| ------ | -------------------------------- | ----------------------------------------------------------------------------------------- | ------- | --------------------------------- | ------------------------------------------------------------------------------- | --------------------------------- | ------------- | ------------------------------------- |
|        | كونستانس من أراغون               | ألفونسو الثاني ملك أراغون                                                                 | 1179    | 5 أغسطس 1209                      | 9 ديسمبر 1209 تتويج زوجها كـ ملك الرومان 22 نوفمبر 1220 تتويج زوجها كـ إمبراطور | 23 يونيو 1222                     | 23 يونيو 1222 | فريدرش الثانيإمبراطور الروماني المقدس |
|        | إيزابيلا الثانية ملكة بيت المقدس | جان دي بريين ملك بيت المقدس                                                               | 1212    | 9 نوفمبر 1225                     | 9 نوفمبر 1225                                                                   | 25 أبريل 122                      | 25 أبريل 122  | فريدرش الثانيإمبراطور الروماني المقدس |
|        | إيزابيلا من إنجلترا              | جون ملك إنجلترا                                                                           | 1214    | 15/20 يوليو 1235                  | 15/20 يوليو 1235                                                                | 1 ديسمبر 1241                     | 1 ديسمبر 1241 | فريدرش الثانيإمبراطور الروماني المقدس |
|        | بيانكا لانشيا                    | (طفلة مانفريد الأول لانشيا (أحد أبناء، مانفريد الثاني أو بونيفاسيو، أو أبنة واحدة، بيانكا | ح.1200  | ح.1244؟ دليل على الزواج مشكوك فيه | ح.1244؟ دليل على الزواج مشكوك فيه                                               | ح.1244؟ دليل على الزواج مشكوك فيه | ح.1244        | فريدرش الثانيإمبراطور الروماني المقدس |
| الصورة | الاسم                            | الوالد                                                                                    | الميلاد | الزواج                            | أصبحت ملكة                                                                      | توقف عن استخدام اللقب             | الوفاة        | الزوج                                 |

### أسرة لوكسمبورغ، (1308–1313)
| الصورة | الاسم                           | الوالد                | الميلاد       | الزواج       | أصبحت ملكة                                                                        | توقف عن استخدام اللقب | الوفاة         | الزوج                                   |
| ------ | ------------------------------- | --------------------- | ------------- | ------------ | --------------------------------------------------------------------------------- | --------------------- | -------------- | --------------------------------------- |
|        | مارغريت من برابانت ملكة الرومان | جان الأول دوق برابانت | 4 أكتوبر 1276 | 9 يوليو 1292 | 27 نوفمبر 1308 تتويج زوجها كـ ملك الرومان 6 يناير 1311 تتويج زوجها كـ ملك إيطاليا | 14 ديسمبر 1311        | 14 ديسمبر 1311 | هاينريش السابع إمبراطور الروماني المقدس |
| الصورة | الاسم                           | الوالد                | الميلاد       | الزواج       | أصبحت ملكة                                                                        | توقف عن استخدام اللقب | الوفاة         | الزوج                                   |

### أسرة فيتلسباخ، (1327–1347)
| الصورة | الاسم                           | الوالد                             | الميلاد | الزواج         | أصبحت ملكة                                | توقف عن استخدام اللقب     | الوفاة        | الزوج                                  |
| ------ | ------------------------------- | ---------------------------------- | ------- | -------------- | ----------------------------------------- | ------------------------- | ------------- | -------------------------------------- |
|        | مارغريت الثانية، كونتيسة هولندا | فيليم من أفيسنيس كونت هينو وهولندا | 1311    | 26 فبراير 1324 | 23 أكتوبر 1327 تتويج زوجها كـ ملك إيطاليا | 11 أكتوبر 1347 وفاة الزوج | 23 يونيو 1356 | لودفيغ الرابع إمبراطور الروماني المقدس |
| الصورة | الاسم                           | الوالد                             | الميلاد | الزواج         | أصبحت ملكة                                | توقف عن استخدام اللقب     | الوفاة        | الزوج                                  |

### أسرة لوكسمبورغ، (1355–1437)
| الصورة | الاسم                         | الوالد                               | الميلاد     | الزواج         | أصبحت ملكة                                                                                                | توقف عن استخدام اللقب                                                                       | الوفاة         | الزوج                              |
| ------ | ----------------------------- | ------------------------------------ | ----------- | -------------- | --- | ------------------------------------------------------------------------------------------- | -------------- | ---------------------------------- |
|        | آنا من شفيدنيكا               | هنري الثاني، دوق شفيدنيكا            | ح. 1339     | 27 مايو 1353   | يناير 1355 تتويج زوجها كـ ملك إيطاليا                                                                     | 11 يوليو 1362                                                                               | 11 يوليو 1362  | كارل الرابع                        |
|        | إليزابيث من بوميرانيا         | بوغزلاف الخامس، دوق بوميرانيا        | 1347        | 21 مايو 1363   | 21 مايو 1363                                                                                              | 29 نوفمبر 1378 وفاة الزوج                                                                   | 14 فبراير 1393 | كارل الرابع                        |
|        | جوانا من بافاريا ملكة الرومان | ألبرت الأول، دوق بافاريا (فيتلسباخ)  | ح. 1362     | 29 سبتمبر 1370 | 29 نوفمبر 1378 صعود الزوج                                                                                 | 31 ديسمبر 1386                                                                              | 31 ديسمبر 1386 | فنتسل ملك الرومان                  |
|        | صوفيا من بافاريا ملكة الرومان | يوهان الثاني، دوق بافاريا (فيتلسباخ) | 1376        | 2 مايو 1389    | 2 مايو 1389                                                                                               | 20 أغسطس 1400 خلع الزوج من العرش الألماني 1410 إنهاء حكمه لإيطاليا 16 أغسطس 1419 وفاة الزوج | 26 سبتمبر 1425 | فنتسل ملك الرومان                  |
|        | باربرا دي تسليه               | هيرمان الثاني، كونت سيلي             | 1390 / 1395 | 1408           | 21 يوليو 1411 انتخاب الزوج كـ إمبراطور 25 نوفمبر 1431 تتويج زوج كـ ملك 31 مايو 1433 تتويج زوج كـ إمبراطور | 9 ديسمبر 1437 وفاة الزوج                                                                    | 11 يوليو 1451  | سيغيسموند إمبراطور الروماني المقدس |
| الصورة | الاسم                         | الوالد                               | الميلاد     | الزواج         | أصبحت ملكة                                                                                                | توقف عن استخدام اللقب                                                                       | الوفاة         | الزوج                              |

### أسرة هابسبورغ، (1437–1745)
| الصورة | الاسم                                    | الوالد                                        | الميلاد                     | الزواج                                    | أصبحت الملكة                                                                      | توقف عن استخدام           | الوفاة         | الزوج                                      |
| --- | ---------------------------------------- | --------------------------------------------- | --------------------------- | ----------------------------------------- | --------------------------------------------------------------------------------- | ------------------------- | -------------- | ------------------------------------------ |
| | إليزابيث من بوهيميا ملكة الرومان         | الإمبراطور سيغيسموند (لوكسمبورغ)              | 1409                        | 1422                                      | 9 ديسمبر 1437 تتويج الزوج كـ ملك الرومان 18 مارس 1438 انتخاب الزوج كـ ملك الرومان | 27 أكتوبر 1439 وفاة الزوج | 25 ديسمبر 1442 | ألبرت الثاني ملك ألمانيا                   |
| | ليونور من البرتغال                       | دوارتي ملك البرتغال (أفيس)                    | 18 سبتمبر 1434              | 16 مارس 1452                              | 19 مارس 1452 تتويج زوجها كـ إمبراطور                                              | 3 سبتمبر 1467             | 3 سبتمبر 1467  | فريدرش الثالث إمبراطور الروماني المقدس     |
| | بيانكا ماريا من ميلان                    | غالياتسو ماريا، دوق ميلانو (سفورزا)           | 5 أبريل 1472                | 16 مارس 1494                              | 4 فبراير 1508 إعلان الزوج "إمبراطور-منتخب"                                        | 31 ديسمبر 1510            | 31 ديسمبر 1510 | ماكسيمليان الأول، إمبراطور الروماني المقدس |
| | إيزابيلا من البرتغال                     | مانويل الأول ملك البرتغال (أفيس)              | 23 أكتوبر 1503              | 10 مارس 1526                              | 24 فبراير 1530 تتويج زوجها كـ إمبراطور                                            | 1 مايو 1539               | 1 مايو 1539    | كارل الخامس إمبراطور الروماني المقدس       |
| استخدم فرديناند الأول وخلفائه "لقب ملك إيطاليا" على الرغم من أنهم لم يتوجوا أبداً: |                                          |                                               |                             |                                           |                                                                                   |                           |                |                                            |
| | آنا من المجر وبوهيميا ملكة الرومان       | فلاديسلاف الثاني ملك المجر وبوهيميا (ياغيلون) | 23 يوليو 1503               | 25 مايو 1521                              | 16 يناير 1556 أنتخاب الزوج 1558 إعلان الزوج "إمبراطور-منتخب"                      | 27 يناير 1547             | 27 يناير 1547  | فرديناند الأول إمبراطور الروماني المقدس    |
| | ماريا من النمسا                          | الإمبراطور كارل الخامس (هابسبورغ)             | 21 يونيو 1528               | 13 سبتمبر 1548                            | 25 يوليو 1564 صعود الزوج "إمبراطور-منتخب"                                         | 12 أكتوبر 1576 وفاة الزوج | 26 فبراير 1603 | ماكسيمليان الثاني إمبراطور الروماني المقدس |
| | آنا من تيرول                             | فرديناند الثاني، أرشيدوق النمسا (هابسبورغ)    | 4 أكتوبر 1585               | 13 يونيو 1612 صعود الزوج "إمبراطور-منتخب" | 13 يونيو 1612 صعود الزوج "إمبراطور-منتخب"                                         | 14 ديسمبر 1618            | 14 ديسمبر 1618 | ماتياس إمبراطور الروماني المقدس            |
| | إليونور من مانتوفا                       | فينشينسو الأول، دوق مانتوفا (غونزاغا)         | 23 سبتمبر (23 فبراير؟) 1598 | 4 فبراير 1622                             | 4 فبراير 1622                                                                     | 15 فبراير 1637 وفاة الزوج | 27 يونيو 1655  | فرديناند الثاني إمبراطور الروماني المقدس   |
| | ماريا آنا من إسبانيا                     | فيليب الثالث ملك إسبانيا (هابسبورغ)           | 18 أغسطس 1606               | 20 فبراير 1631                            | 15 فبراير 1637 صعود الزوج "إمبراطور-منتخب"                                        | 13 مايو 1646              | 13 مايو 1646   | فرديناند الثالث إمبراطور الروماني المقدس   |
| | ماريا ليوبولدين من النمسا                | ليوبولد الخامس، أرشيدوق النمسا (هابسبورغ)     | 6 أبريل 1632                | 2 يوليو 1648                              | 2 يوليو 1648                                                                      | 7 أغسطس 1649              | 7 أغسطس 1649   | فرديناند الثالث إمبراطور الروماني المقدس   |
| مع صلح وستفاليا في 1648 انهت فعلياً حكم الأباطرة لإيطاليا، ومع ذلك ادعوا الأباطرة التاليين اللقب، حتى تنازل آخرهم الإمبراطور فرانتس الثاني عن المطالبة بـ لقب لصالح نابليون بونابرت، الذي توج بفعل ملكاً على إيطاليا. |                                          |                                               |                             |                                           |                                                                                   |                           |                | فرديناند الثالث إمبراطور الروماني المقدس   |
| | إليونور من مانتوفا                       | كارلو الثاني، دوق مانتوفا (غونزاغا)           | 18 نوفمبر 1630              | 30 أبريل 1651                             | 30 أبريل 1651                                                                     | 2 أبريل 1657 وفاة الزوج   | 6 ديسمبر 1686  | فرديناند الثالث إمبراطور الروماني المقدس   |
| | مارغريت تيريزا من إسبانيا                | فيليب الرابع ملك إسبانيا (هابسبورغ)           | 12 يوليو 1651               | 12 ديسمبر 1666                            | 12 ديسمبر 1666                                                                    | 12 مارس 1673              | 12 مارس 1673   | ليوبولد الأول إمبراطور الروماني المقدس     |
| | كلادويا فيليتسيتاس من النمسا             | فرديناند كارل، أرشيدوق النمسا (هابسبورغ)      | 30 مايو 1653                | 15 أكتوبر 1673                            | 15 أكتوبر 1673                                                                    | 8 أبريل 1676              | 8 أبريل 1676   | ليوبولد الأول إمبراطور الروماني المقدس     |
| | إليونور-ماغدالين من نيوبورغ              | فيليب فيلهلم، ناخب بالاتينات (فيتلسباخ)       | 6 يناير 1655                | 14 ديسمبر 1676                            | 14 ديسمبر 1676                                                                    | 5 مايو 1705 وفاة الزوج    | 19 يناير 1720  | ليوبولد الأول إمبراطور الروماني المقدس     |
| | فيلهيلمين أمالي من براونشفايغ-لونيبورغ   | يوهان فريدرش، دوق كالينبورغ (فلف)             | 21 أبريل 1673               | 24 فبراير 1699                            | 5 مايو 1705 صعود الزوج "إمبراطور-منتخب"                                           | 17 أبريل 1711 وفاة الزوج  | 10 أبريل 1742  | يوزف الأول إمبراطور الروماني المقدس        |
| | إليزابيث كريستين من براونشفايغ-فولفنبوتل | لودفيغ رودولف، دوق براونشفايغ-فولفنبوتل (فلف) | 28 أغسطس (28 سبتمبر؟) 1691  | 1 أغسطس 1708                              | ديسمبر 1711 انتخاب الزوج "إمبراطور-منتخب"                                         | 20 أكتوبر 1740 وفاة الزوج | 21 ديسمبر 1750 | كارل السادس إمبراطور الروماني المقدس       |
| الصورة | الاسم                                    | الأسرة                                        | الميلاد                     | الزواج                                    | أصبحت الملكة                                                                      | توقف عن استخدام           | الوفاة         | الزوج                                      |

### أسرة فيتلسباخ، (1742–1745)
| الصورة | الاسم                  | الوالد                           | الميلاد        | الزواج        | أصبحت الملكة               | توقف عن استخدام اللقب    | الوفاة         | الزوج       |
| ------ | ---------------------- | -------------------------------- | -------------- | ------------- | -------------------------- | ------------------------ | -------------- | ----------- |
|        | ماريا أماليا من النمسا | الإمبراطور يوزف الأول (هابسبورغ) | 22 أكتوبر 1701 | 5 أكتوبر 1722 | 24 يناير 1742 انتخاب الزوج | 20 يناير 1745 وفاة الزوج | 11 ديسمبر 1756 | كارل السابع |
| الصورة | الاسم                  | الأسرة                           | الميلاد        | الزواج        | أصبحت الملكة               | توقف عن استخدام          | اللقب          | الزوج       |

### أسرة هابسبورغ-لورين، (1745–1806)
| الصورة | الاسم                         | الوالد                                     | الميلاد        | الزواج         | أصبحت الملكة                                 | توقف عن استخدام          | الوفاة         | الزوج          |
| ------ | ----------------------------- | ------------------------------------------ | -------------- | -------------- | -------------------------------------------- | ------------------------ | -------------- | -------------- |
|        | ماريا تيريزا من النمسا        | الإمبراطور كارل السادس (هابسبورغ)          | 13 مايو 1717   | 12 فبراير 1736 | 13 سبتمبر 1745 انتخاب الزوج "إمبراطور-منتخب" | 18 أغسطس 1765 وفاة الزوج | 29 نوفمبر 1780 | فرانتس الأول   |
|        | ماريا يوزفا من بافاريا        | الإمبراطور كارل السابع (فيتلسباخ)          | 30 مارس 1739   | 23 يناير 1765  | 18 أغسطس 1765 انتخاب الزوج "إمبراطور-منتخب"  | 28 مايو 1767             | 28 مايو 1767   | يوزف الثاني    |
|        | ماريا لويزا من إسبانيا        | كارلوس الثالث ملك إسبانيا (بوربون)         | 24 نوفمبر 1745 | 5 أغسطس 1765   | 30 سبتمبر 1790 انتخاب الزوج                  | 1 مارس 1792 وفاة الزوج   | 15 مايو 1792   | ليوبولد الثاني |
|        | ماريا تيريزا من نابولي وصقلية | فرديناندو الأول ملك نابولي وصقلية (بوربون) | 6 يونيو 1772   | 15 أغسطس 1790  | 5 يوليو 1792 انتخاب الزوج                    | 6 أغسطس 1806 تنازل الزوج | 13 أبريل 1807  | فرانتس الثاني  |
| الصورة | الاسم                         | الأسرة                                     | الميلاد        | الزواج         | أصبحت الملكة                                 | توقف عن استخدام          | الوفاة         | الزوج          |

### سلالةبونابرت، (1805–1814)
| الصورة | الاسم                | الوالد                                      | الميلاد        | الزواج       | أصبحت ملكة               | توقف عن استخدام اللقب  | الوفاة         | الزوج         |
| ------ | -------------------- | ------------------------------------------- | -------------- | ------------ | ------------------------ | ---------------------- | -------------- | ------------- |
|        | جوزفين               | جوزيف-غاسبار تاستشير                        | 23 يونيو 1763  | 9 مارس 1796  | 26 مايو 1805 تتويج الزوج | 10 يناير 1810 الطلاق   | 29 مايو 1814   | نابليون الأول |
|        | ماري لويزا من النمسا | فرانتس الأول إمبراطور النمسا هابسبورغ-لورين | 12 ديسمبر 1791 | 1 أبريل 1810 | 1 أبريل 1810             | 6 أبريل 1814 خلع الزوج | 17 ديسمبر 1841 | نابليون الأول |
| الصورة | الاسم                | الوالد                                      | الميلاد        | الزواج       | أصبحت ملكة               | توقف عن استخدام اللقب  | الوفاة         | الزوج         |

### سافوي، (1861–1946)
| الصورة | الاسم                  | الوالد                                          | الميلاد        | الزواج         | أصبحت ملكة               | توقف عن استخدام اللقب       | الوفاة         | الزوج                   |
| ------ | ---------------------- | ----------------------------------------------- | -------------- | -------------- | ------------------------ | --------------------------- | -------------- | ----------------------- |
|        | مرغيريتا من سافوي-جنوة | فرديناندو، دوق جنوة الأول (سافوي)               | 20 نوفمبر 1851 | 21 أبريل 1868  | 9 يناير 1878 صعود الزوج  | 29 يوليو 1900 وفاة الزوج    | 4 يناير 1926   | أومبيرتو الأول          |
|        | إلينا من الجبل الأسود  | نيكولا الأول ملك الجبل الأسود (بيتروفيتش-نيكوش) | 8 يناير 1873   | 24 أكتوبر 1896 | 29 يوليو 1900 صعود الزوج | 9 مايو 1946 تنازل الزوج     | 28 نوفمبر 1952 | فيتوريو إمانويلي الثالث |
|        | ماري جوزيفا من بلجيكا  | ألبرت الأول ملك بلجيكا (ساكس-كوبرغ وغوتا)       | 4 أغسطس 1906   | 8 يناير 1930   | 9 مايو 1946 صعود الزوج   | 12 يونيو 1946 إلغاء الملكية | 27 يناير 2001  | أومبرتو الثاني          |
| الصورة | الاسم                  | الوالد                                          | الميلاد        | الزواج         | أصبحت ملكة               | توقف عن استخدام اللقب       | الوفاة         | الزوج                   |